# Donkervoort

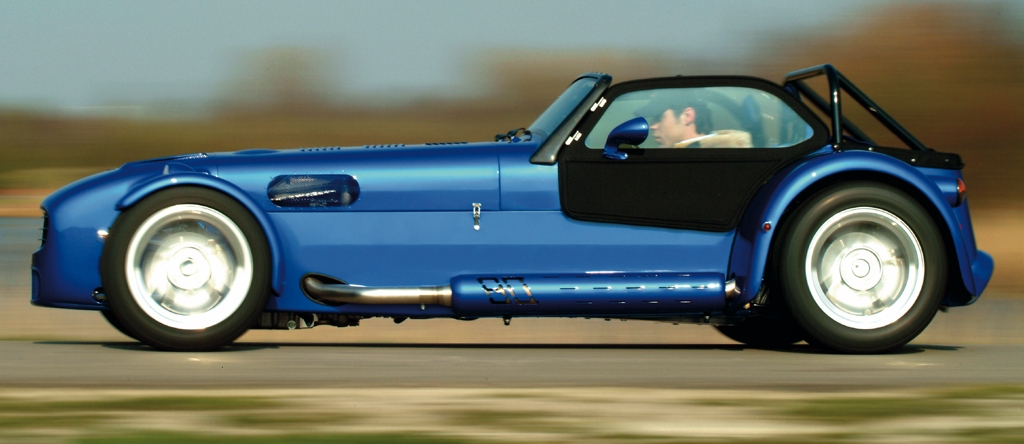
Donkervoort D8

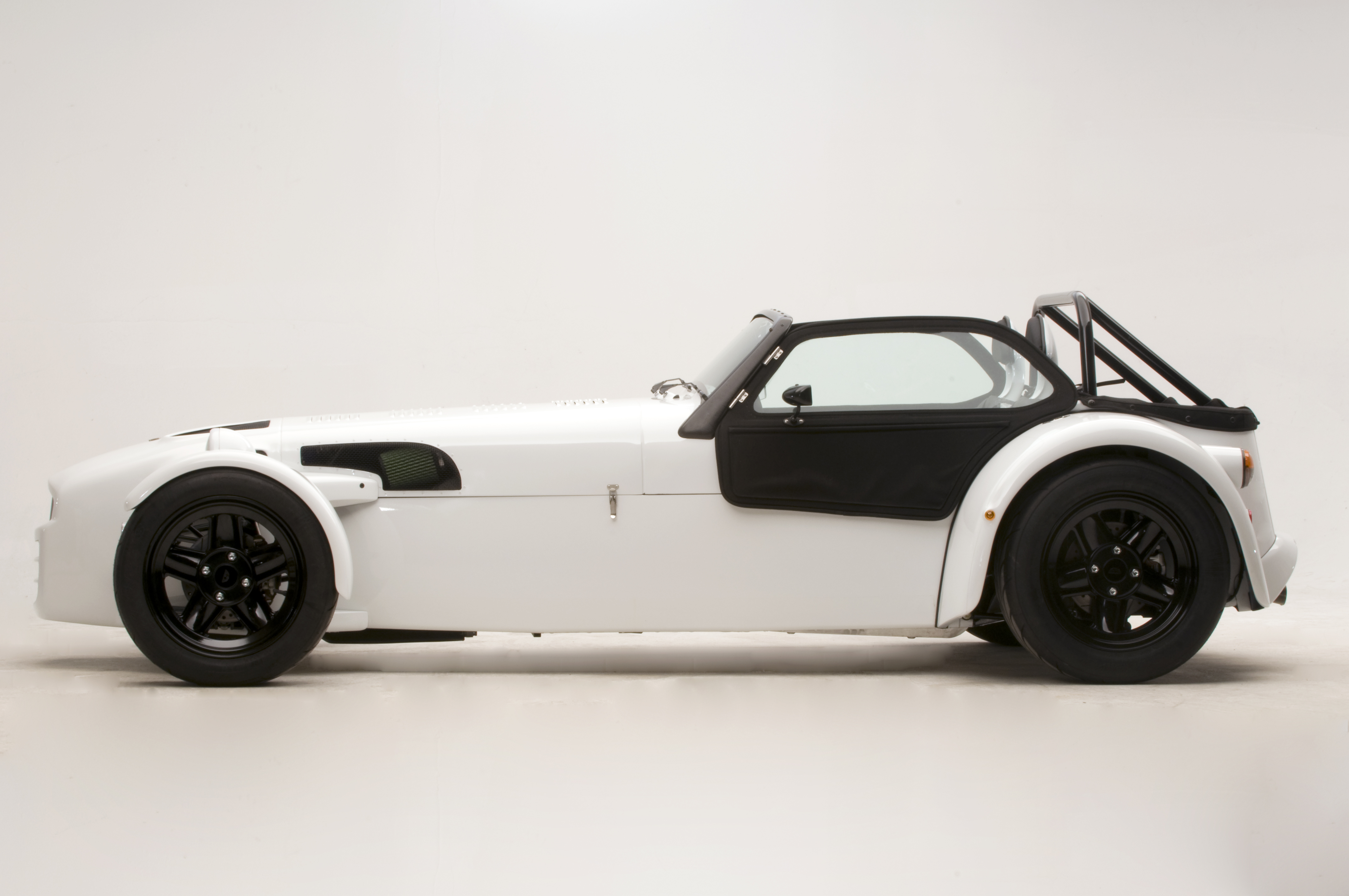
Donkervoort D8 270

Donkervoort Automobielen BV — производитель спортивных автомобилей, расположенный в Лелистаде в Нидерландах. Производимые автомобили основываются на дизайне Lotus Seven. Современные открытые автомобили Donkervoort спроектированы под девизом «Без компромиссов», что означает вождение без электронных вспомогательных средств, в том числе ABS, ESP, а также без усилителя руля.

## История компании
Donkervoort была основана в 1978 году Joop Donkervoort. Изначально компания размещалась в небольшом сарае в Tienhoven, спустя несколько лет переехала в Лосдрехт, где было построено много машин. В 2000 году компания перебралась в полностью новое помещение, расположенное в Лелистад, где на сегодняшний день разрабатываются и изготавливаются все автомобили Donkervoort.
В 1996 году было подписано соглашение о сотрудничестве с Audi о поставке двигателей. Ранее использовались двигатели Ford Zetec.
В 2007 году на автосалоне в Женеве производитель представил первую модель Donkervoort с закрытым кузовом — Donkervoort D8 GT, которая с начала 2008 года пошла в производство.

## Модели
- Donkervoort S7 (1978—1984)

S7 был первым автомобилем компании Donkervoort. Он был оснащен двигателем 1,6 л. мощностью 90 л. с. от компании Ford. Оснащался четырёхступенчатой коробкой передач и задним мостом от автомобиля Ford Escort.
- Donkervoort S8 (1985—1989)

S8 стал значительным шагом вперёд. Он стал значительно шире и гораздо более управляемым. S8 был оснащен 2-литровым двигателем Ford мощностью 110 лошадиных сил. Много внимания было уделено безопасности. На автомобиле появились двойная система тормозов и два алюминиевых топливных бака, установленные за задней осью.
- Donkervoort S8A (1985—1993)

S8A был простой модернизацией S8, хотя во многом это был новый автомобиль. Он стал несколько шире и получил новую заднюю подвеску и новую пятиступенчатую КПП. Кроме того был произведен рестайлинг передней части автомобиля, капота и дверей.
- Donkervoort D10 (1988—1989)

D10 был создан в честь 10-летнего юбилея создания первого автомобиля Donkervoort. Символически было выпущено всего 10 автомобилей. В отличие от других моделей на D10 отсутствовало лобовое стекло. Двигатель мощностью 190 л. с. разгонял автомобиль до 100 км/ч. всего за 4,8 секунды.
- Donkervoort S8AT (1986—1994)

Для первого S8AT использовалось шасси от S8A. В 1986 году из-за ужесточившихся экологических норм двигатели Ford пришлось оснастить катализатором, при этом двигатели значительно потеряли в мощности. Ford не смог предложить достаточно хорошую альтернативу и компании Donkervoort пришлось дорабатывать двигатель самостоятельно. В основу нового двигатель был положен стандартный 2-литровый двигатель Ford с установленным на него турбокомпрессором Garrett с промежуточным охлаждением. Двигатель, так же получил новые поршни Cosworth и новую систему впрыска топлива. В результате новый 2-литровый двигатель стал развивать 170 л. с., а 2,2-литровый 190 л. с. Кроме того, на S8AT использовалась шасси и подвеска от D10. Начиная с 1991 года на автомобиле появились задние дисковые тормоза.
- D8 Zetec (1993—1998)

В 1993 году на смену S8AT пришел D8 Zetec. Машина получила совершенно новый вид. Автомобиль оснащался двигателем Zetec мощностью 140 и 160 л. с. Кроме того, была доступна Sport версия D8 Zetec которая оснащалась спортивным интерьером, изогнутым лобовым стеклом и новыми дверями и крышей из углеродного волокна.
- Donkervoort D8 Cosworth (1994—1998)

D8 Cosworth оснащался 2-литровым двигателем DOHC мощностью от 220 до 280 л. с.. Новый двигатель позволял достигать 100 км/ч. всего за 4,8 сек., что ставило его в один ряд с самыми быстрыми автомобилями того времени. Так же, был доступен D8 Cosworth Sport с облегченным корпусом и регулируемыми амортизаторами WP.
- Donkervoort D8 Audi (1999—2002)

В 1996 году двигатели Ford были заменены на двигатели компании Audi объёмом 1,8 литра. Новые двигатели развивали мощность от 150 до 240 л. с.. Главным преимуществом новых двигателей был меньший размер и более низкий вес. С новым шасси и новым двигателем общий вес автомобиля снизился до 630 кг.
- Donkervoort D20

На D20 для улучшения «развесовки» двигатель и коробка передач смещены назад. На D20 впервые использовали модифицированный до 280 л. с. двигатель V6 от Audi. Этот автомобиль предназначался для эксплуатации на гоночных трассах.
- Donkervoort D8 270 RS (2005—2007)

D8 270 RS выпускался ограниченной серией в 25 автомобилей в честь победы на трассе Нюрбургринг в 2004 году. Каждый автомобиль имел заводскую табличку на которой выгравированы серийный номер и имя владельца автомобиля. Внешний вид несколько отличался от стандартного.
- Donkervoort D8 GT (2007—2012)

Это первый «закрытый» Donkervoort за 30-летнюю историю компании Donkervoort. D8 GT тяжелее стандартного D8 всего на 30 кг, что делает его одним из самых легких спортивных автомобилей с закрытой крышей. D8 GT участвует в Кубке европейских чемпионов GT4.
- Donkervoort D8 GTO (2013-пнд.)

Donkervoort D8 GTO является последней моделью. Под капотом устанавливают 2,5-литровый 5-цилиндровый турбодвигатель TFSI от Audi. Мощность установки составляет 250—280 кВт (340—380 л. с.) и 450 нм крутящего момента на 1600 об/мин. Вес авто составляет менее 700 кг с соотношением мощности к весу 1,8 кг/л. с. Автомобиль разгоняется от 0-100 км/ч за 2.8 сек, а от 0-200 км/ч всего за 8.6 сек.